# Wilfried Happio
Wilfried Happio (* 22. September 1998 in Bourg-la-Reine) ist ein französischer Hürdenläufer, der sich auf die 400-Meter-Distanz spezialisiert hat. 2022 wurde er in dieser Disziplin Vizeeuropameister.

## Sportliche Laufbahn und Leben
Erste internationale Erfahrungen sammelte Wilfried Happio im Jahr 2015, als er bei den Jugendweltmeisterschaften in Cali mit 53,42 s im Halbfinale ausschied und mit der französischen gemischten Staffel mit 3:34,74 min im Vorlauf ausschied. 2017 siegte er bei den U20-Europameisterschaften in Grosseto 49,93 s und gewann mit der 4-mal-400-Meter-Staffel in 3:09,04 min die Silbermedaille. Im Jahr darauf gewann er bei den U23-Mittelmeermeisterschaften in Jesolo in 50,65 s die Silbermedaille und musste sich damit dem Italiener Matteo Beria geschlagen geben. Bei den IAAF World Relays 2019 in Yokohama schied er mit der gemischten Staffel mit 3:18,93 min in der Vorrunde aus und anschließend siegte er bei den U23-Europameisterschaften in Gävle in 49,03 s. Damit qualifizierte er sich auch für die Weltmeisterschaften in Doha, bei denen er mit 51,25 s in der ersten Runde ausschied. 2020 siegte er in 49,28 s beim 56. Palio Città della Quercia und im Jahr darauf siegte er mit 49,56 s beim Meeting International de Montreuil, ehe er bei den Olympischen Spielen in Tokio das Halbfinale erreichte dort mit 49,49 s ausschied.
2022 wurde er in 49,27 s Dritter beim Meeting International Mohammed VI d’Athlétisme de Rabat und gelangte auch bei den Bislett Games mit 49,01 s auf Rang drei. Im Juli erreichte er bei den Weltmeisterschaften in Eugene das Finale und belegte dort mit neuer Bestleistung von 47,41 s den vierten Platz. Daraufhin wurde er beim Memoriał Kamili Skolimowskiej in 48,74 s Dritter und gewann bei den Europameisterschaften in München in 48,56 s die Silbermedaille hinter dem Norweger Karsten Warholm. Auch beim Memorial Van Damme wurde er in 48,61 s Dritter. Im Jahr darauf wurde er bei der Doha Diamond League in 49,12 s Dritter und beim Meeting de Paris wurde er in 48,26 s Zweiter, ehe er bei den Bislett Games mit 48,13 s auf Rang drei gelangte. Im August schied er dann bei den Weltmeisterschaften in Budapest mit 48,83 s im Semifinale aus. 2024 wurde er bei der Doha Diamond League in 49,10 s Dritter über 400 Meter Hürden und im Juni schied er bei den Europameisterschaften in Rom mit 48,55 s im Halbfinale aus und wurde mit der Mixed-Staffel disqualifiziert. Anschließend schied er bei den Olympischen Sommerspielen in Paris mit 48,66 s im Semifinale aus.
In den Jahren von 2019 bis 2024 wurde Happio französischer Meister im 400-Meter-Hürdenlauf.
Wegen Verstoßes gegen die Antidopingbestimmungen wurde Happio 2025 für ein Jahr gesperrt.

## Persönliche Bestleistungen
- 400 m Hürden: 47,41 s, 19. Juli 2022 in Eugene